# Campeonato Mundial de Luge de 1974
O Campeonato Mundial de Luge de 1974 foi a 15ª edição da competição e foi disputada entre os dias 16 e 17 de fevereiro em Königssee, Alemanha.

## Medalhistas
| Evento                        | Ouro                                         | Prata                                                  | Bronze                                    |
| Individual masculino detalhes | FRG Josef Fendt                              | DDR Hans Rinn                                          | DDR Horst Müller                          |
| Individual feminino detalhes  | DDR Margit Schumann                          | FRG Elisabeth Demleitner                               | DDR Ute Rührold                           |
| Duplas detalhes               | DDR Alemanha Oriental Bernd Hahn Ulrich Hahn | DDR Alemanha Oriental Horst Müller Hans-Jürgen Neumann | AUT Áustria Rudolf Schmid Franz Schachner |

## Quadro de medalhas
| Ordem | País               |   |   |   |   |
| 1     | Alemanha Oriental  | 2 | 2 | 2 | 6 |
| 2     | Alemanha Ocidental | 1 | 1 |   | 2 |
| 3     | Áustria            |   |   | 1 | 1 |